# Umeritveni bozon
Umeritveni bozon je vrsta bozonov, ki so nosilci osnovnih sil .
Osnovni delci delujejo drug na drugega z interakcijami, ki jih opisuje umeritvena teorija. Po tej teoriji umeritveni bozoni povzročajo medsebojno silo z izmenjavo umeritvenih bozonov. Umeritveni bozoni so kvanti umeritvenega polja. Zaradi tega je toliko umeritvenih bozonov kot je generatorjev umeritvenega polja. V kvantni elektrodinamiki je umeritvena grupa grupa U(1) (unitarna grupa prvega reda ali krožna grupa) in je možen samo en umeritveni bozon. V kvantni kromodinamiki je umeritvena grupa bolj zapletena, to je grupa SU(3), ki ima 8 generatorjev, kar odgovarja 8 gluonom.

## Pregled umeritvenih bozonov
| umeritveni bozon                          | vrsta interakcije           | povezani delci                   | sprememba značilnosti delca              |
| ----------------------------------------- | --------------------------- | -------------------------------- | ---------------------------------------- |
| gluon                                     | močna interakcija           | kvarki                           | barvni naboj                             |
| foton                                     | elektromagnetna interakcija | (vsi nabiti delci)               | fazni kot valovne funkcije               |
| bozoni W+, W-, Z0                         | šibka                       | fermioni, tudi kvarki in leptoni | šibki izospin preko W-bozonov tudi naboj |
| bozoni X in Y domnevno                    | glej standardni model       | kvarki in leptoni                | barionsko število                        |
| graviton (domnevni delec)                 | težnost (gravitacija)       | (vsaka masa)                     | ?                                        |
| bozoni W+'-, W-'- in Z0' (domnevni delci) | šibka                       | fermioni                         | glej standardni model                    |

V standardnem modelu so znani umeritveni bozoni, kot kvanti umeritvenega polja. Po standardnem modelu vsaki vrsti interakcije pripada umeritveni bozon. Foton je umeritveni bozon elektromagnetne interakcije. Šibka interakcija se posreduje s šibkimi bozoni (bozoni W in Z), nosilci močne interakcije pa so gluoni. Kot nosilca gravitacijske sile pa predvidevajo še neodkriti graviton.

## Umeritveni bozoni zunaj standadnega modela
Vsi delci, ki jih ni v standardnem modelu so domnevni, kar pomeni, da še niso eksperimetalno potrdili njihovega obstoja. Predvidevajo jih samo različne teorije.
Tako teorija velikega poenotenja (Grand Unified Theory ali GUT) predvideva obstoj umeritvenih bozonov X in Y. Ti delci bi bili posredniki med kvarki in leptoni. Bili bi zelo težki, njihov spin bi bil 0 ali 1.
Zunaj standardnega modela so tudi bozoni W' in Z' (čitaj ve črtica in ze črtica). Njiihov spin bi bil 1.